# Das große Dinosaurier-Spiel
Das große Dinosaurier-Spiel ist ein Brettspiel für Kinder von Inka und Markus Brand aus dem Jahr 2006, das im selben Jahr mit dem Schweizer Spielepreis ausgezeichnet wurde.
Es ist für zwei bis vier Spieler ab 7 Jahren konzipiert. Eine Spielrunde dauert etwa 30 Minuten.

## Ausstattung

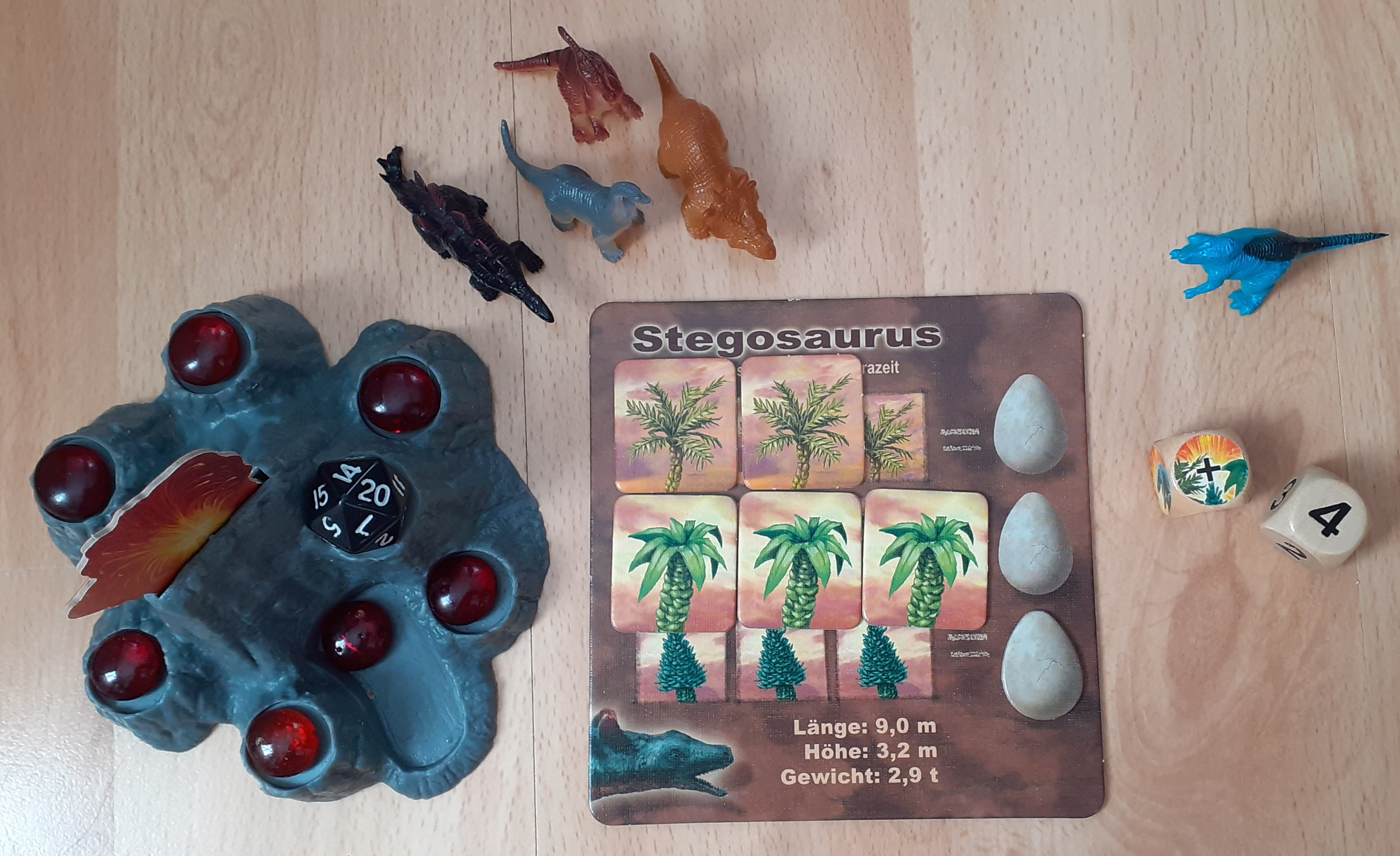
Zubehör von Das große Dinosaurier-Spiel

Neben dem großen Spielplan und der Spielanleitung enthält das Spiel fünf Dinosaurierfiguren (Tyrannosaurus rex, Stegosaurus, Brachiosaurus, Styracosaurus, Parasaurolophus), einen Vulkan inklusive Vulkanfeuer, 26 rote Lavasteine aus Glas, drei Würfel (einen 20-seitigen-Kampf-Würfel, einen Zahlenwürfel und einen Aktionswürfel), 26 Dinosauriereier, 36 Futterplättchen, vier Spielertafeln sowie vier Nester.

## Spielablauf
In Das große Dinosaurier-Spiel müssen die Spieler sich mit ihren Dinosauriern auf die Suche nach Futter begeben. Die Dinos werden zu Beginn durch das Würfeln mit dem Zahlenwürfel auf dem Spielfeld verteilt. Die Augenzahl des Würfels entspricht dabei einem Nest mit dieser Nummer auf dem Spielplan. In jedes Nest kann immer nur ein Dinosaurier platziert werden. Sind alle Nester mit der gewürfelten Nummer bereits besetzt, so wird so lange weiter gewürfelt, bis der Spieler seinen Dinosaurier auf ein freies Nest des Spielplans stellen kann. Als letztes wird der T-Rex nach der gleichen Methode platziert.
Ein Zug besteht aus vier Aktionen:
1) Würfeln: Es wird sowohl der Aktionswürfel als auch der Zahlenwürfel geworfen.
2) Aktion ausführen: Der Aktionswürfel kann 4 verschiedene Aktionen anzeigen: 
- Vulkanausbruch: Es wird ein Lavastein aus dem Vorrat genommen und auf die nächste freie Stelle des Lavastroms platziert. Dabei werden zuerst die sechs Mulden um den Vulkan herum gefüllt, bevor die Lavasteine direkt auf dem Spielplan platziert werden.
- Futter & Vulkanausbruch: Der Spieler darf sich zuerst ein Futterplättchen nehmen, das seiner Dinosaurierfigur am nächsten ist. Anschließend legt er einen Lavastein.
- T-Rex: Der Spieler bewegt in diesem Zug nicht seinen eigenen Dino, sondern spielt mit dem T-Rex.
- T-Rex oder Vulkanausbruch: Der Spieler darf sich entweder für die Aktion "Vulkanausbruch" oder die Aktion "T-Rex bewegen" entscheiden.

3) Dinosaurier auf dem Spielplan bewegen: Der Dino darf sich maximal um die gewürfelte Augenzahl in eine beliebige Richtung bewegen. Die Zugrichtung muss nicht unbedingt geradlinig sein; es darf allerdings nicht zweimal in einem Zug über dasselbe Feld gezogen werden. Hat der Spieler mit dem Aktionswürfel "Futtersuche" geworfen, so darf sein Dino, wenn er über ein Futterfeld zieht, das oberste Futterplättchen aufnehmen (d. h. in die persönliche Ablage gelegt werden). Es ist möglich, dass ein Dinosaurier in einem Zug über mehrere Futterfelder zieht und so mehrere Futterplättchen aufnehmen kann, jedoch nie mehr als drei von derselben Art. 
4) Eier legen: Besitzt ein Spieler drei Futterplättchen derselben Art, kann er Eier legen und seine drei gesammelten gleichartigen Plättchen werden gegen ein Ei eingetauscht. Um ein Ei legen zu können, muss der Dinosaurier mittels der zur Verfügung stehenden Züge der Augenzahl auf ein Nestfeld gezogen werden.
Weitere Aktionen: 
Trifft ein Dinosaurier auf ein Feld, auf dem sich bereits ein anderer Dino befindet, kommt es zum Kampf. Beide Spieler würfeln mit dem Kampfwürfel, wobei die höhere Zahl gewinnt. Hat der angreifende Dino die höhere Zahl geworfen, so erbeutet er ein Futterplättchen, andernfalls wird er in die Flucht geschlagen. Der Verlierer muss seinen Dino auf ein freies Feld setzen, wobei es sich um ein normales Feld handeln muss.
Handelt es sich bei dem angreifenden Dinosaurier um den T-Rex, so erbeutet dieser bei einer höheren Augenzahl als der verteidigende Dinosaurier ein Ei von diesem.

## Spielende
Das Spiel endet, wenn der letzte Lavastein auf das Spielfeld gelegt wurde. Der Spieler, der bis dahin die meisten Eier in sein Nest legen konnte, gewinnt.

## Nachfolger
Im Jahr 2012 brachten Inka und Markus Brand unter dem Namen T-Rex greift an! eine Neuauflage des Spiels heraus.